# Baltimore Sportif Club
Baltimore Sportif Club ist ein haitianischer Fußballverein aus der Hafenstadt Saint-Marc.
Der Verein wurde am 1. August 1974 gegründet. Die Mannschaft gewann viermal die haitianische Meisterschaft und einmal den haitianischen Pokal.